# Écozone néotropicale : plantes à graines par nom scientifique (P)

## Pa

### Pac
- Pachycereus - fam. Cactacées (Cactus)
  - Pachycereus fulviceps
  - Pachycereus gatesii
  - Pachycereus gaumeri
  - Pachycereus grandis
  - Pachycereus hollianus
  - Pachycereus lepidanthus
  - Pachycereus marginatus
  - Pachycereus militaris
  - Pachycereus pecten-aboriginum
  - Pachycereus pringlei
  - Pachycereus schottii
  - Pachycereus weberi

### Pal
- Palicourea
  - Palicourea lasiorrachis

### Par
- Parodia - fam. Cactacées (Cactus)
  - Parodia alacriportana
  - Parodia allosiphon
  - Parodia ayopayana
  - Parodia buiningii
  - Parodia caespitosa
  - Parodia chrysacanthion
  - Parodia comarapana
  - Parodia concinna
  - Parodia crassigibba
  - Parodia erinacea
  - Parodia gibbulosa
  - Parodia graessneri
  - Parodia haselbergii
  - Parodia haselbergii
  - Parodia herteri
  - Parodia horstii
  - Parodia leninghausii
  - Parodia maassii
  - Parodia magnifica
  - Parodia mammulosa
  - Parodia microsperma
  - Parodia neohorstii
  - Parodia nigrispina
  - Parodia nivosa
  - Parodia ocampoi
  - Parodia ottonis
  - Parodia penicillata
  - Parodia rutilans
  - Parodia schumanniana
  - Parodia schwebsiana
  - Parodia scopa
  - Parodia setifera
  - Parodia stuemeri
  - Parodia sucinea
  - Parodia werneri

### Pau
- Paubrasilia - fam. Fabacées
  - Paubrasilia echinata - Pernambouc

## Pe

### Ped
- Pediocactus - fam. Cactacées (Cactus)
  - Pediocactus bradyi
  - Pediocactus knowltonii
  - Pediocactus paradinei
  - Pediocactus peeblesianus
  - Pediocactus sileri
  - Pediocactus simpsonii

### Pel
- Pelecyphora - fam. Cactacées (Cactus)
  - Pelecyphora aselliformis
  - Pelecyphora strobiliformis

### Pen
- Peniocereus - fam. Cactacées (Cactus)
  - Peniocereus castellae
  - Peniocereus fosterianus
  - Peniocereus greggii
  - Peniocereus hirschtianus
  - Peniocereus johnstonii
  - Peniocereus macdougallii
  - Peniocereus maculatus
  - Peniocereus marianus
  - Peniocereus oaxacensis
  - Peniocereus rosei
  - Peniocereus serpentinus
  - Peniocereus striatus
  - Peniocereus tepalcatepecanus
  - Peniocereus viperinus
  - Peniocereus zopilotensis

### Per
- Pereskia - fam. Cactacées (Cactus)
  - Pereskia aculeata
  - Pereskia aureiflora
  - Pereskia bahiensis
  - Pereskia bleo
  - Pereskia diaz-romeroana
  - Pereskia grandifolia
  - Pereskia guamacho
  - Pereskia humboldtii
  - Pereskia lychnidiflora
  - Pereskia nemorosa
  - Pereskia portulacifolia
  - Pereskia quisqueyana
  - Pereskia sacharosa
  - Pereskia stenantha
  - Pereskia weberiana
  - Pereskia zinniiflora

- Pereskiopsis - fam. Cactacées (Cactus)
  - Pereskiopsis aquosa
  - Pereskiopsis blakeana
  - Pereskiopsis diguetii
  - Pereskiopsis gatesii
  - Pereskiopsis kellermanii
  - Pereskiopsis porteri
  - Pereskiopsis rotundifolia
  - Pereskiopsis scandens

- Persea - Lauracées
  - Persea americana - Avocatier

## Ph

### Pha
- Phaseolus - fam. Fabacées
  - Phaseolus coccineus - Haricot d'Espagne

### Phr
- Phragmipedium - Orchidacées
  - Phragmipedium bessae
  - Phragmipedium longifolium
  - Phragmipedium sargentianum

## Pi

### Pil
- Pilosocereus - fam. Cactacées (Cactus)
  - Pilosocereus albissimus
  - Pilosocereus alensis
  - Pilosocereus arrabidae
  - Pilosocereus aureispinus
  - Pilosocereus aurisetus
  - Pilosocereus brasiliensis
  - Pilosocereus catingicola
  - Pilosocereus chrysacanthus
  - Pilosocereus chrysostele
  - Pilosocereus densiareolatus
  - Pilosocereus diersianus
  - Pilosocereus flavipulvinatus
  - Pilosocereus flexibilispinus
  - Pilosocereus floccosus
  - Pilosocereus fulvilanatus
  - Pilosocereus glaucochrous
  - Pilosocereus gounellei
  - Pilosocereus lanuginosus
  - Pilosocereus leucocephalus
  - Pilosocereus leucocephalus
  - Pilosocereus machrisii
  - Pilosocereus magnificus
  - Pilosocereus multicostatus
  - Pilosocereus oligolepis
  - Pilosocereus pachycladus
  - Pilosocereus palmeri
  - Pilosocereus pentaedrophorus
  - Pilosocereus piauhyensis
  - Pilosocereus polygonus
  - Pilosocereus purpusii
  - Pilosocereus pusillibaccatus
  - Pilosocereus quadricentralis
  - Pilosocereus robinii
  - Pilosocereus rosae
  - Pilosocereus royenii
  - Pilosocereus tuberculatus
  - Pilosocereus ulei
  - Pilosocereus vilaboensis

## Po

### Pol
- Polaskia - fam. Cactacées (Cactus)
  - Polaskia chende
  - Polaskia chichipe

## Ps

### Pse
- Pseudorhipsalis - fam. Cactacées (Cactus)
  - Pseudorhipsalis acuminata
  - Pseudorhipsalis alata
  - Pseudorhipsalis himantoclada
  - Pseudorhipsalis ramulosa

### Psi
- Psidium - Myrtacées
  - Psidium guajava - Goyavier

## Pt

### Pte
- Pterocactus - fam. Cactacées (Cactus)
  - Pterocactus araucanus
  - Pterocactus australis
  - Pterocactus fischeri
  - Pterocactus gonjianii
  - Pterocactus hickenii
  - Pterocactus kuntzei
  - Pterocactus megliolii
  - Pterocactus reticulatus
  - Pterocactus valentinii